# Natività della Beata Vergine Maria
La Natività della Beata Vergine Maria è una festa liturgica della Chiesa  cattolica e della Chiesa  ortodossa che ricorda la nascita di Maria e che si celebra l'8 settembre.
Secondo la tradizione tramandata dal Protovangelo di Giacomo, uno dei vangeli apocrifi, Maria è nata da Gioacchino ed Anna.
Per la Chiesa ortodossa la nascita di Maria riveste un'importanza particolare ed è computata come una delle 12 feste maggiori.
Nella tradizione cattolica la festa è celebrata in tante località. Nella tradizione agricola il ricordo della nascita di Maria coincide con il termine dell'estate e dei raccolti. Molte chiese hanno come titolo la Natività di Maria.

## Storia
La festa è nata dapprima in Oriente; è stata introdotta nella Chiesa d'Occidente dal papa Sergio I (650-701). In particolare, la devozione verso la Natività di Maria si sviluppò nella Provincia bizantina di Sardegna, dove in tale ricorrenza si festeggia ancora oggi in quasi tutte le chiese dedicate alla Madre di Dio (moltissime di remota origine bizantina), e nella diocesi ambrosiana, dove risulta attestata fin dal X secolo. Espressione di questa devozione è lo stesso Duomo di Milano, consacrato da san Carlo Borromeo il 20 ottobre 1572 e dedicato a Maria Nascente (Mariae Nascenti, come appare scritto sulla facciata). 

## La devozione popolare a Maria Bambina
Alla festa liturgica si affianca un'antica devozione popolare a Maria Bambina, diffusa specialmente in area lombarda, dove fino agli anni sessanta molti genitori imponevano alle loro figlie il singolare nome di Bambina.
A Petralia Sottana in Sicilia la festa di Maria Bambina, momento religioso molto sentito in paese culminante con la processione del simulacro nel pomeriggio dell'8 settembre e la fiaccolata in notturna il 7 settembre, è affiancata alla secolare fiera di bestiame che si allestiva in Petralia Sottana già in età medievale proprio nei giorni della nascita della Vergine Maria.
A Cisternino, in Puglia, l'8 settembre si svogle la festa della "Bomminella", ovvero di Maria Bambina, in cui ha luogo una delle più antiche fiere del meridione, la cui origine è databile con probabilità al XIII secolo, durante il periodo normanno. Originariamente della durata di otto giorni, successivamente di tre, oggi la Fiera della Bomminella ha la durata di un solo giorno, ma rappresenta ancora una delle tradizioni più vive di tutto il territorio. 
A Lanciano in Abruzzo, l'8 settembre mattina si svolge da secoli una processione dei paesani delle contrade, che portano in dono alla Madonna le primizie dei campi, zucche, spighe, pasta, carne, pizzelle. Per questo la festa è detta "Lu Done". I donativi e i carri con gli anni si sono trasformati in una sfilata in costumi tradizionali, che rievocano la vita di una volta. I donativi invenduti, la sera dono battuti all'asta pubblica nella piazza principale. Nella funzione liturgica, presso l'altare della Natività nella Cattedrale di Lanciano, viene celebrata una solemme Messa, con la benedizione dei bambini. 
A Masone, in Liguria, la festa della Natività di Maria SS.,  titolare della locale Arciconfraternita, è celebrata il primo sabato di settembre e la domenica che lo segue. I momenti culminanti sono la solenne processione nella quale i confratelli portano i pesanti Cristi liguri ornati di fiori d'argento seguiti dal simulacro (la "cassa") di Maria Bambina, la S. Messa in Oratorio e l'antica fiera del bestiame.
A Lone, frazione di Amalfi, in Campania, si celebra la festa Patronale della Natività di Santa Maria Bambina il 7 e l'8 settembre, con processione per le vie del paese. Il simulacro non è costituito dalla rappresentazione della Vergine in fasce, ma la mostra nel momento dell'annunciazione, però senza l'arcangelo Gabriele.
Ad Atrani, in Campania, si celebra la festa della Natività di Maria nella Chiesa di Santa Maria del Bando, l'8 settembre.

### La nascita della devozione a Maria Bambina
Negli anni fra il 1720 e il 1730 una monaca francescana di Todi (suor Chiara Isabella Fornari) realizzò per devozione personale alcuni graziosi simulacri in cera di Maria neonata avvolta in fasce. Una di queste effigi nel 1739 fu donata alle suore Cappuccine di Santa Maria degli Angeli in Milano. Le suore ne propagarono la devozione, che nel contesto ambrosiano trovò subito un terreno particolarmente pronto e fecondo.
Dopo vari trasferimenti e vicissitudini, la statuetta approdò nella casa generalizia delle Suore di Carità di Lovere, in via Santa Sofia a Milano, dove divenne popolarissima, tanto che da allora fino ad oggi le suore di questa congregazione sono popolarmente chiamate "di Maria Bambina".
Alla Natività di Maria è anche intitolata una congregazione di suore francescane spagnole.

### L'effigie
La statua è in realtà costituita da una testa di neonata per lo più in cera (ma anche in gesso) su un corpo appena abbozzato e completamente rivestito di fasce, secondo l'uso del tempo. Le fasce e la cuffietta sono di diversa raffinatezza e ricchezza, ma sempre di pizzo. Spesso alla statuetta si accompagna una culla, anch'essa rivestita di pizzo.
L'immagine originale fu ben presto riprodotta e divulgata in tutta la diocesi ambrosiana, e specialmente in Brianza, dove era tradizione donare alle giovani coppie di sposi una statuetta di Maria Bambina, che veniva gelosamente custodita nelle case sotto una campana di vetro.